# Дворак Володимир Володимирович
Дворак Володимир Володимирович (нар. 15 березня 1964) — радянський i іспанський настільний тенісист. Бронзовий призер чемпіонату Європи у складі збірної СРСР, майстер спорту СРСР міжнародного класу. Неоднократний чемпіон та призер першості СРСР.

## Спортивна кар'єра
Почав займатися настільним тенісом у 9 років.
Бронзовий призер чемпіонату Європі серед кадетів у команді (1977). Бронзовий призер чемпіонату Європі серед кадетів у одиночному розряді (1978) та юніорів (1979). Чемпіон СРСР серед кадетів (1979,1980).
Чемпіон СРСР (1985, 1989 — одиночний розряд; 1987 — парний розряд). Срібний (1982, 1987 — одиночний розряд) і бронзовий (1986 — одиночний розряд; 1985 — парний розряд) призер чемпіонатів СРСР.
Бронзовий призер чемпіонату Європи 1988 року у командному заліку у Парижі (склад команди СРСР: Дмитро Мазунов, Андрій Мазунов, Борис Розенберг, Володимир Дворак, Євген Брайнін).
Виступав у складі команди спортивного товариства «Динамо» (Київ, 1979–89).
У 1989 році переїхав у Іспанію, де виступав за гранадський клуб «AVILA ROJAS», потім за «EPIC CASINO» у Террасе, «LAUKI» у Вальядоліде, «CAJASUR» у Прієго, «CAN BERARDO» у Ріпульєті, «CTT OLESA».
У 1994 році виступав у одиночному, парному (з Олександром Левадним) та командному розряді на чемпіонаті Європи.
Одружений з Флерою Хасановою — також відомою радянською тенісисткою.
Донька — відома іспанська тенісистка — Галя Дворак.